# Người đàn bà quỳ
"Người đàn bà quỳ" là bút ký của nhà báo Lê Văn Ba trong giai đoạn Đổi Mới tại Việt Nam. Tác phẩm được đăng trên Tuần báo Văn Nghệ vào ngày 7 tháng 12 năm 1987.

## Hoàn cảnh ra đời
Nhà văn Nguyên Ngọc, tổng biên tập báo Văn Nghệ bộc bạch về hướng đi vào ngày 14 tháng 5 năm 1988 trên báo Tạp chí sông Hương.
Lê Văn Ba khởi đầu viết báo khi còn là học sinh Trường Trung học phổ thông Chu Văn An tham gia "Đoàn học sinh kháng chiến Hà Nội Nhựa sống" trong vùng chiếm đóng tại nội thành Hà Nội và sau đó bị giam giữ tại nhà tù Hỏa Lò trong một năm. Sau khi chính thức làm việc tại báo Tiền Phong từ ngày 7 tháng 3 năm 1958, tác giả đảm nhận chức vụ trưởng ban Công nghiệp tại báo này vào năm 1975. Trước Đại hội Đảng Cộng sản Việt Nam VI chín tháng, Lê Văn Ba tham gia biên tập và vướng mắc xung quanh bài thơ "Mùa xuân nhớ Bác" trên báo Tiền Phong nhân dịp kỷ niệm ngày thành lập Đoàn Thanh niên Cộng sản Hồ Chí Minh ngày 25 tháng 3 năm 1986.
Tại Việt Nam từ năm 1986, công chúng được phát biểu chính kiến và xã hội tương đối dân chủ, sáng tác văn học bắt đầu khởi sắc. Thay vì tuyên truyền "gương tốt người tốt", ký giai đoạn này nêu ra những mặt trái trong xã hội Việt Nam. Giai đoạn này, báo Văn Nghệ liên tục đăng các bút ký gây chấn động xã hội Việt Nam như "Lời khai của bị can", "Suy nghĩ trên đường làng".

## Phát hành
Bút ký được nhà báo Lê Văn Ba viết với bút danh Trần Khắc, đăng trên Tuần báo Văn Nghệ vào ngày 7 tháng 12 năm 1987 trong không khí cởi mở sau Đại hội Đảng Cộng sản Việt Nam VI.

## Đón nhận

### Xã hội
Bút ký gây chấn động công chúng Việt Nam trong thời kỳ bắt đầu Đổi Mới.

### Truyền thông
Dương Kỳ Anh trên Công an nhân dân khen ngợi bút ký "khắc họa nên hình ảnh không dễ quên của một thời mà văn học cũng như báo chí ở nước ta đã "nhìn thẳng vào sự thật" như lời cố Tổng Bí thư Ban Chấp hành Trung ương Đảng Cộng sản Việt Nam Nguyễn Văn Linh". Trần Huy Quang trên báo Người Đô thị điểm tên hai tác phẩm "Cái đêm hôm ấy... đêm gì?" và "Người đàn bà quỳ" để nhấn mạnh "nếu không đổi mới thì nông dân không lâu nữa sẽ trở lại thời chị Dậu của Tắt đèn". Tiến sĩ Nguyễn Thế Kỷ trên Tạp chí Cộng sản nhắc về bút ký của Trần Khắc và "Công lý, đừng quên ai" của Lâm Thị Thanh Hà cùng với "Thủ tục làm người còn sống" của Minh Chuyên, khẳng định đây là "những phản biện sắc sảo về pháp luật, chính sách; những sai trái và bất cập của chính sách, cơ chế ở tầm vĩ mô". Lã Nguyên trên Tạp chí Văn hóa Nghệ An cho biết "có rất nhiều bài phê bình xuất hiện trên mặt báo để phát biểu một ý kiến nào đó về những phóng sự, ví như "Người đàn bà quỳ", "Vua lốp", "Làng giáo có gì vui"". Cũng trên Tạp chí Văn hóa Nghệ An, Tống Văn Công khen ngợi bút ký "vực dậy những hoàn cảnh thấp cổ, bé họng bị áp bức". X.B trên Tiền Phong khen ngợi "Lê Văn Ba nổi trội bất ngờ trong mặt bằng viết lách thời Những việc cần làm ngay với truyện ngắn "Người đàn bà quỳ" trên báo Văn Nghệ với cái tên Trần Khắc". Hữu Trịnh trên Thể thao & Văn hóa đánh giá bút ký này góp phần "mang lại một không khí mới cho văn học". Ngọc Ngà trên Đài Tiếng nói Việt Nam ca ngợi bút ký của Trần Khắc và bút ký "Tiếng đất" của Hoàng Hữu Cát là một trong "nhiều bút ký, phóng sự có tiếng vang" thuộc 25 năm đổi mới văn học nghệ thuật. Ngân Hà trên báo Tổ quốc nhìn nhận đây là một trong "loạt phóng sự đặt nền móng cho [lịch sử Việt Nam] giai đoạn này".

### Văn đàn
Đỗ Thị Hương Thủy tại Đại học Đà Nẵng khen ngợi đây là một trong những bút ký "gây chấn động dư luận với ý thức nhìn thẳng vào sự thật". Đỗ Hải Ninh tại Viện Văn học gợi nhắc bút ký, đồng thời đánh giá đây là một trong những "những cơn địa chấn, không chỉ tạo nên hiệu ứng thẩm mỹ mà còn mang tính xã hội hoá, tác động mạnh đến nhận thức, tình cảm của đông đảo bạn đọc". Nguyễn Thành Thi tại Trường Đại học Sư phạm Thành phố Hồ Chí Minh đánh giá đây là một trong các bút ký "dưới áp lực của cảm hứng nhận thức lại sự thật, rà soát lại chân lí trên tinh thần dân chủ, nói thẳng, nói thật". Lã Nguyễn tại Trường Đại học Sư phạm Hà Nội nhận định đây là một trong những bút ký "chắc chắn sẽ sống mãi trong ký ức người đọc và vĩnh viễn đi vào lịch sử văn học dân tộc". Tiến sĩ Đỗ Lai Thúy trên báo Người đô thị cho rằng công luận xã hội Việt Nam "hả hê, khoái trá với những "Cái đêm hôm ấy... đêm gì?", "Người đàn bà quỳ"" thì có nghĩa họ hứng thú "công năng chính trị– xã hội của văn chương hơn là bản thân văn chương".
Trần Ngọc Hiếu tại Trường Đại học Sư phạm Hà Nội gợi nhắc bút ký cùng các vở kịch của Lưu Quang Vũ thập niên 1980, đúc kết rằng "tâm lý của số đông người Việt Nam, đến thời điểm này, vẫn kỳ vọng ở văn học như một hình thức “nói hộ” bức xúc của mình". Nhà văn Nguyên Ngọc khẳng định bút ký "nêu bật lòng khát khao dân chủ" tại Việt Nam đầu thời kỳ Đổi Mới. Lý Hoài Thu tại Trường Đại học Khoa học Xã hội và Nhân văn, Đại học Quốc gia Hà Nội đánh giá đây là một trong những bút ký "thức tỉnh nhân tâm, tạo ra những phản ứng tích cực trong dư luận xã hội và đáp ứng một cách kịp thời tinh thần đổi mới tư duy, đổi mới cách nhìn người, nhìn sự việc của những năm đầu thời kỳ chuyển hướng". Nguyễn Thị Tú Như tại Trường Đại học Sư phạm Thành phố Hồ Chí Minh gợi nhắc các bút ký trên báo Văn Nghệ như "Người đàn bà quỳ" và "Cái đêm hôm ấy... đêm gì?" cùng "Lời khai của bị can", đồng thời nhận xét loạt tác phẩm "nhằm nhấn mạnh đến mối liên hệ giữa văn học và tác phẩm ký in trên báo trong quá trình phát triển".

### Chính khách
Chính khách Hữu Thọ gợi nhắc bút ký "Cái đêm hôm ấy...đêm gì?" của Phùng Gia Lộc và "Người đàn bà quỳ" của Lê Văn Ba cùng với "Lời khai của bị can" của Trần Huy Quang; đồng thời nhận xét các bút ký này "đặt ra một vấn đề xã hội, thực sự có tính dự báo rất ghê về vấn đề dân chủ ở nông thôn, về vấn đề oan ức, về vấn đề kỳ thị người làm giàu trong xã hội". Bùi Tín trong hồi ký Hoa xuyên tuyết miêu tả bút ký của Trần Khắc "kể lại người đàn bà oan khiên đưa đơn hết "cửa quan cách mạng" này đến cửa khác mà không sao được giải quyết".